# Michael Carrick
Michael Adrian Carrick (Wallsend, 28 juli 1981) is een Engels voormalig betaald voetballer die bij voorkeur op het middenveld speelde. Hij tekende in augustus 2006 een contract bij Manchester United. Dat betaalde veertien miljoen pond voor hem aan Tottenham Hotspur, waar afhankelijk van Carricks prestaties tot 4,6 miljoen pond bij kon komen. Carrick speelde op 13 mei 2018 zijn laatste competitiewedstrijd met Manchester United tegen Watford, die met 1–0 werd gewonnen.

## Clubcarrière

### Beginjaren
Van 1998 tot 2004 speelde Carrick voor West Ham United en werd in die periode korte tijd verhuurd aan Swindon Town en Birmingham City. In augustus 1999 won Carrick met West Ham United de UEFA Intertoto Cup als een van drie winnaars door een 1–3 finalewinst op FC Metz.

### Tottenham Hotspur
In augustus 2004 vertrok Carrick na zes seizoenen West Ham United naar Tottenham Hotspur.

### Manchester United
In juli 2006 vertrok Carrick na twee seizoenen Tottenham Hotspur naar Manchester United. Carrick werd als basisspeler van Manchester United in de seizoenen 2006/07, 2007/08 en 2008/09 drie jaar achter elkaar Engels landskampioen. Daarnaast won hij met zijn teamgenoten op 21 mei 2008 de UEFA Champions League door de finale, na verlenging (1–1), met strafschoppen (6–5) te winnen van Chelsea. Door winst van de UEFA Champions League nam Manchester United deel aan het FIFA WK voor clubs in 2008. Op 21 december 2008 trof Manchester United het Ecuadoraanse LDU Quito in de finale, waarin Manchester United-aanvaller Wayne Rooney in de 73e minuut het enige doelpunt wist te scoren. Hiermee won Manchester United, na de wereldbeker in 1999, voor de tweede keer in de clubhistorie de wereldtitel voor clubs. Een jaar later haalde Carrick met Manchester opnieuw de finale van de UEFA Champions League, maar verloor die ditmaal van FC Barcelona (2–0). Ook in de seizoenen 2010/11 en 2012/13 won Carrick met United de landstitel. In het seizoen 2014/15 speelde hij voor het eerst sinds 2000 minder dan twintig wedstrijden in een competitieseizoen (achttien). In het seizoen 2016/17 won Carrick met Manchester United op 24 mei 2017 de UEFA Europa League door in de finale met 0–2 te winnen van Ajax. Carrick won in zijn periode bij Manchester United verder nog eenmaal de FA Cup, driemaal de Football League Cup/EFL Cup en zesmaal de FA Community Shield.
In januari 2018 liet Carrick weten het na het seizoen 2017/18 voor gezien te houden als profvoetballer. De gewezen aanvoerder sloot daarna aan bij de technische staf van manager José Mourinho. Sinds de zomer van 2016 kwam hij nauwelijks nog in actie voor United.

## Interlandcarrière
Onder leiding van bondscoach Howard Wilkinson nam Carrick in 2000 met Engeland onder 21 deel aan het Europees kampioenschap in Slowakije. Op 24 mei 2001 maakte Carrick zijn debuut in het Engels voetbalelftal onder bondscoach Sven-Göran Eriksson in een oefeninterland tegen Mexico (4–0 winst). Daarna volgden meer dan dertig interlands. Hij viel bij zijn debuut na de eerste helft in voor aanvaller Michael Owen.
Carrick werd door Eriksson meegenomen naar het wereldkampioenschap voetbal 2006 en speelde er een wedstrijd. Vier jaar later nam Fabio Capello hem ook mee naar het wereldkampioenschap voetbal 2010 in Zuid-Afrika, waar hij geen speeltijd kreeg. Hoewel Carrick zesmaal in actie kwam in het kwalificatietoernooi, werd hij door bondscoach Roy Hodgson niet meegenomen naar het wereldkampioenschap in 2014.

## Clubstatistieken
| Seizoen | Club                     | Competitie     | Duels | Goals |
| ------- | ------------------------ | -------------- | ----- | ----- |
| 1998/99 | West Ham United          | Premier League | 0     | 0     |
| 1999/00 | West Ham United          | Premier League | 8     | 1     |
| 1999/00 | → Swindon Town (huur)    | First Division | 6     | 2     |
| 1999/00 | → Birmingham City (huur) | First Division | 2     | 0     |
| 2000/01 | West Ham United          | Premier League | 33    | 1     |
| 2001/02 | West Ham United          | Premier League | 30    | 2     |
| 2002/03 | West Ham United          | Premier League | 30    | 1     |
| 2003/04 | West Ham United          | First Division | 35    | 1     |
| 2004/05 | Tottenham Hotspur        | Premier League | 29    | 0     |
| 2005/06 | Tottenham Hotspur        | Premier League | 35    | 2     |
| 2006/07 | Manchester United        | Premier League | 33    | 3     |
| 2007/08 | Manchester United        | Premier League | 31    | 2     |
| 2008/09 | Manchester United        | Premier League | 28    | 4     |
| 2009/10 | Manchester United        | Premier League | 30    | 2     |
| 2010/11 | Manchester United        | Premier League | 26    | 0     |
| 2011/12 | Manchester United        | Premier League | 30    | 2     |
| 2012/13 | Manchester United        | Premier League | 36    | 1     |
| 2013/14 | Manchester United        | Premier League | 29    | 1     |
| 2014/15 | Manchester United        | Premier League | 18    | 1     |
| 2015/16 | Manchester United        | Premier League | 28    | 0     |
| 2016/17 | Manchester United        | Premier League | 23    | 0     |
| Totaal  | Totaal                   | Totaal         | 520   | 26    |

## Trainerscarrière
Na zijn voetbalcarrière werd Carrick assistent-trainer bij Manchester United onder leiding van José Mourinho, na het vertrek van Rui Faria. Hij werkte met Mourinho tot diens vertrek op 18 december 2018 en werkte daarna samen met Ole Gunnar Solskjær tot zijn ontslag op 20 november 2021. Op 21 november 2021, nadat Ole Gunnar Solskjær was ontslagen als trainer, werd Carrick benoemd tot interim-trainer. In december 2021, na de aanstelling van trainer Ralf Rangnick, kondigde Carrick zijn vertrek bij Manchester United aan. Op 24 oktober 2022 werd Carrick aangesteld als trainer van Middlesbrough. Zijn dienstverband eindigde op 4 juni 2025, toen opnieuw promotie naar de Premier League werd gemist.

## Erelijst
| Competitie                  |                 |                                             |                 |                 |
| Competitie                  | Aantal          | Jaren                                       |                 |                 |
| West Ham United             | West Ham United | West Ham United                             | West Ham United | West Ham United |
| --------------------------- | --------------- | ------------------------------------------- | --------------- | --------------- |
| UEFA Intertoto Cup          | 1x              | 1999                                        |                 |                 |
| Manchester United           |                 |                                             |                 |                 |
| UEFA Champions League       | 1x              | 2007/08                                     |                 |                 |
| UEFA Europa League          | 1x              | 2016/17                                     |                 |                 |
| FIFA Club World Cup         | 1x              | 2008                                        |                 |                 |
| Premier League              | 5x              | 2006/07, 2007/08, 2008/09, 2010/11, 2012/13 |                 |                 |
| FA Cup                      | 1x              | 2015/16                                     |                 |                 |
| Football League Cup/EFL Cup | 3x              | 2008/09, 2009/10, 2016/17                   |                 |                 |
| FA Community Shield         | 6x              | 2007, 2008, 2010, 2011, 2013, 2016          |                 |                 |